# Taylor Smith (Fußballspielerin)
Taylor Nicole Smith (* 1. Dezember 1993 in Fort Worth, Texas) ist eine US-amerikanische Fußballspielerin, die seit der Saison 2019 beim Reign FC in der National Women’s Soccer League unter Vertrag steht.

## Karriere

### Verein
Während ihres Studiums an der University of California, Los Angeles spielte Smith von 2012 bis 2015 für die dortige Universitätsmannschaft der UCLA Bruins. Im Jahr 2014 lief sie parallel dazu in fünf Ligaspielen für den W-League-Teilnehmer Los Angeles Blues auf, der am Saisonende das Meisterschaftsfinale gegen die Washington Spirit Reserves klar mit 6:1 gewann. Im Verlauf des im Januar 2016 durchgeführten College-Drafts der NWSL blieb Smith zunächst unberücksichtigt, konnte sich jedoch in Probetrainings für einen Vertrag bei den Western New York Flash empfehlen. Ihr NWSL-Debüt gab sie am 23. April 2016 bei einer 0:1-Niederlage gegen die Chicago Red Stars als Einwechselspielerin für Adriana Leon. Nach der Auflösung der Western New York Flash nach der Saison 2016 wechselte sie gemeinsam mit dem Großteil ihrer Mitspielerinnen zur neugegründeten Franchise der North Carolina Courage, mit der sie am Saisonende den ersten Tabellenplatz belegte, im Meisterschaftsfinale aber dem Portland Thorns FC mit 0:1 unterlag.
Zur Saison 2018 wechselte sie gemeinsam mit ihrer Mitspielerin Ashley Hatch zur Franchise der Washington Spirit.

### Nationalmannschaft
Smith absolvierte von 2015 bis 2016 sieben Spiele für die U-23-Nationalmannschaft der Vereinigten Staaten. Im Januar 2017 wurde sie erstmals in den Kader der A-Nationalmannschaft berufen und debütierte dort im Rahmen des Tournament of Nations am 27. Juli bei einer 0:1-Niederlage gegen die australische Nationalmannschaft.

## Erfolge
- 2014: W-League-Meisterschaft (Los Angeles Blues)
- 2016: Gewinn der NWSL-Meisterschaft (Western New York Flash)